# Premier League Young Player of the Season
Premier League Young Player of the Season, af sponsormæssige oversager kaldet Hublot Young Player of the Season siden 2020, er en årlig pris som uddeles til den bedste spiller under 23 år i Premier League, den bedste fodboldrække i England, i den forrige sæson. Prisen blev først uddelt i 2019-20 sæsonen.
Fire forskellige spillere har vundet prisen. Rekordvinderen er Phil Foden, som har vundet prisen to gange. Den nuværende vinder er Cole Palmer, som vandt prisen i 2023-24 sæsonen.

## Vindere
| Sæson   | Vinder                 | Nationalitet | Position        | Klub            |
| ------- | ---------------------- | ------------ | --------------- | --------------- |
| 2019-20 | Trent Alexander-Arnold | England      | Forsvarsspiller | Liverpool       |
| 2020-21 | Phil Foden             | England      | Midtbanespiller | Manchester City |
| 2021-22 | Phil Foden (2)         | England      | Midtbanespiller | Manchester City |
| 2022-23 | Erling Haaland         | Norge        | Angriber        | Manchester City |
| 2023-24 | Cole Palmer            | England      | Midtbanespiller | Chelsea         |
| Kilde:  |                        |              |                 |                 |